# Denise Krimerman
Pour les articles homonymes, voir Krimerman.
Denise Krimerman est une joueuse de hockey sur gazon chilienne évoluant au poste de défenseure au Club Deportivo Universidad Católica et avec l'équipe nationale chilienne.

## Biographie
Denise est née le 4 juillet 1995 au Chili.

## Carrière
Elle a été appelée en équipe première en 2013 pour concourir au Championnat d'Amérique du Sud à Santiago.

## Palmarès
- : 2e aux Jeux sud-américains en 2014
- : 2e à la Coupe d'Amérique en 2017[3]
- : 2e à la Coupe d'Amérique en 2022
- : 3e aux Jeux sud-américains en 2018